# Guido Daniele
Guido Daniele (Soverato, 1950) è un pittore italiano, noto come body painter.

## Biografia
Ha frequentato il liceo artistico di Brera (Milano), e poi il corso di scultura all'Accademia di Belle Arti di Brera. 
Dal 1972 al 1986, come illustratore iperrealista, si afferma nel campo dell'editoria e della pubblicità. Tra gli anni ottanta e novanta realizza diverse scenografie di grandi dimensioni per la televisione (tra cui i fondali del Festival di Sanremo 1997) e la pubblicità. Negli anni novanta inizia ad interessarsi al body paiting, affiancandolo alle precedenti produzioni fotografiche e pittoriche, e dai primi anni 2000 sperimenta, con buon successo, una tecnica che prevede il dipingere forme di animali solo le mani. Quest'ultimo tipo di opere vengono definite Manimali e sono state impiegate, oltre che in ambito pubblicitario, anche in campagne ecologiste
Nella sua carriera, sia come pittore che come body-painter, ha firmato numerose campagne pubblicitarie, sia nazionali che internazionali, per marchi come Algida, Jaguar, Fiat, Nintendo, Panasonic, AT&T, Pompea, Piazza Italia, Müller, Rizzoli, ed altri. I suoi modelli dipinti sono state impiegati in diverse copertine di riviste, tra cui Amica (che nel 1990 usò una modella, fotografata da Paola Mattioli e dipinta in modo da sembrare una statua, per presentare i nuovi gioielli di Pomellato), Max del dicembre 2001 (con in copertina dipinta l'attrice Jane Alexander, fotografata da Giovanni Cozzi) e TV Sorrisi e Canzoni (raffigurante Cristina Chiabotto dipinta da iena). Body-paint simili alle Manimali, ma a tema vegetale e dal titolo A Magic Forest, realizzate in collaborazione con la figlia Ginevra, sono state utilizzate come copertina da Vogue Gioiello. Sua e del fotografo Paolo Cecchi anche la copertina dell'album Le stelle non tremano della cantante Dolcenera.
Le sue opere sono state esposte in numerose mostre, sia collettive che personali. Fa parte del comitato scientifico della Camera di Commercio Italo-Cubana